# Wasyl Jurczenko
Wasyl Petrowycz Jurczenko (ukr. Василь Петрович Юрченко; ur. 26 maja 1950 w Hruszkiwce) – radziecki kajakarz, kanadyjkarz (Ukrainiec). Dwukrotny medalista olimpijski.
W igrzyskach olimpijskich brał udział trzykrotnie (IO 72, IO 76, IO 80). W 1976 w kanadyjkowej jedynce zdobył srebrny medal na dystansie 1000 metrów, cztery lata później by trzeci w dwójce, a partnerował mu Jurij Łobanow. Na mistrzostwach świata wywalczył dwanaście medali.
Olimpijką była również jego córka Kateryna (w barwach Ukrainy).